# Milka Duno
Milka Duno est un pilote de course automobile, née le 22 avril 1972 à Caracas au Venezuela. La Vénézuélienne, diplômée d'ingénierie navale, a été la première femme à remporter une course majeure en Amérique du Nord grâce à sa victoire en Grand Am à Miami en 2004. 

## Biographie
Pilote multi-disciplines, Milka Duno a débuté en 1998 en Porsche Supercup au Venezuela et en Barber Dodge 2000 Series aux États-Unis. 
En 2001, elle est la première femme à être régulièrement inscrite en American Le Mans Series, et remporte quatre victoires de catégorie avec le Dick Barbour Racing, dont une au Petit Le Mans, au volant d'une LMP 675, et finit sixième des 24 Heures de Daytona au volant d'une Dodge Viper. 
Outre son expérience en prototype et en endurance, Milka Duno possède une solide connaissance des monoplaces, puisqu'elle a participé entre autres aux World Series by Nissan de 2001 à 2003 (2001 : 24e - 1 point / Formula Nissan World Series, 2002 : 18e - 1 point / Formula Nissan 2000, 2003 : 11e - 28 points / World Series Light).
En 2002, elle participe aux 24 Heures du Mans.
Depuis 2004, Milka se consacre à la série American le Mans series.
En 2005, parallèlement à sa saison en prototype en American Le Mans Series et grâce au soutien de son fidèle sponsor CITGO, Milka effectue des essais pour l'écurie de Champ Car HVM Racing, qui ne donne pas suite.
En décembre 2006, le Cahill Racing (présent en IRL de 1998 à 2002) annonce son retour en IndyCar Series pour la saison 2007 ainsi que l'engagement de Milka Duno, mais le projet fait long feu. Duno intègre finalement les rangs de l'IndyCar, mais au sein de l'écurie SAMAX Motorsports (son employeur en Grand-Am) et dans le cadre d'un programme partiel. Après avoir fait ses débuts en IndyCar lors de la manche du Kansas, elle a participé au mois de mai aux 500 miles d'Indianapolis.

## Anecdotes
- En 2008, la Vénézuélienne s'offre un caméo dans le film Speed Racer, d'Andy et Larry Wachowski. Elle y joue Kellie "Gearbox" Kalinkov, une pilote russe[1].